# Parti Baas socialiste arabe – Région du Liban

Drapeau du Parti Baas socialiste arabe – Région du Liban.

Le Parti Baas socialiste arabe – Région du Liban, communément connu sous le nom de Parti Baas socialiste arabe au Liban (en arabe : حزب البعث العربي الاشتراكي في لبنان Ḥizb al-Ba'th al-'Arabī al-Ishtirākī fī Lubnān) et officiellement la Branche régionale du Liban[style à revoir], est un parti politique au Liban. Il s'agit de la branche régionale du Parti Baas socialiste arabe basé à Damas. Le leadership est contesté depuis 2015 ; cependant, Fayez Shukr a été le chef du parti de 2006 à 2015, date à laquelle il a succédé à Sayf al-Din Ghazi, qui a succédé à Assem Qanso.

## Histoire
La branche libanaise du parti Baas unitaire a été créée en 1949-1950. Assem Qanso est le secrétaire (dirigeant) le plus ancien du parti Baas libanais, d'abord de 1971 à 1989 et de nouveau de 2000 à 2005. En 1953, il a fusionné avec le Parti socialiste arabe dirigé par Akram Hourani, et le titre actuel a été adopté. L'un de ses secrétaires généraux était Abdallah Al Amin, dont le siège est à Beyrouth.

### Guerre civile libanaise
Au début de la guerre civile libanaise en 1975, le parti disposait d'une milice armée, le bataillon Assad, composée de quelque 2 000 hommes armés. Le parti s'est associé au Parti socialiste progressiste de Kamal Joumblatt pour organiser le Mouvement national libanais, cherchant à abolir l'État confessionnel. Le Mouvement national libanais a ensuite été remplacé par le Front national libanais de la résistance, auquel le parti a participé. Le parti a organisé la résistance contre les forces israéliennes au Liban. En juillet 1987, il participe à la formation d'un autre front, le Front d'unification et de libération.

### Après la guerre
Lors des élections législatives de 2009, le parti a remporté deux sièges au sein de l'Alliance du 8 mars. Les parlementaires du parti sont Assem Qanso et Qassem Hashem.
Le parti Baas libanais est également impliqué militairement dans la guerre civile syrienne et a envoyé des forces sous son contrôle pour aider le gouvernement de Bachar al-Assad contre l'opposition syrienne. Un contingent, composé de 400 combattants, a pris part à l'offensive de Daraa. Son commandant, Hussein Ali Rabiha de Nabatieh, a été tué au cours de cette opération.

## Chefs de parti
- Mahmoud Baydoun (1966-1969)
- Magali Nasrawin (1969-1971)
- Assem Qanso (1971-1989)
- Abdallah Al-Amin (1989-1993)
- Abdallah Chahal (1993-1996)
- Sayf al-Din Ghazi (1996-2000)
- Assem Qanso (2000-2005)
- Sayf al-Din Ghazi (2005-2006)
- Fayez Choukr (2006-2015)
- Abdul Mou'in Ghazi (2015-2016)
- Suheil Qassar (2016)
- Nu'man Shalaq (2016-2021)
- Ali Hijazi (2021-présent)